# 나호 (1874년)
나호(羅鎬, 1874년 ~ ?)는 일제강점기 때의 군수이다.

## 생애
1874년 11월 25일 태어났다. 무관학교와 일본 도쿄(東京) 게이오의숙(慶應義塾)을 졸업했다. 1900년 1월 육군 참위로 임관하여 진위 제5연대 제1대대 부(附)로 근무했다. 이해 9월부터 친위 제1연대 제3대대 부를 지내다 1902년 9월 육군 보병 부위로 진급하면서 시위 제1연대 제2대대 부관으로 부임했다. 1904년 8월 친위 제1연대 부관, 같은 달 진위 제3연대 제1대대 부관, 1905년 4월 진위보병 제3대대 부관으로 발령받았다. 1905년 10월 육군 보병 정위로 진급해 진위보병 제3대대 중대장에 임명되었고, 1907년 5월 시위보병 제1연대 제1대대 중대장에 배속되었다가 이해 8월 군대해산과 함께 면직되었다. 1908년 2월 경시에 임명되어 12월까지 재직했다. 1910년 7월 경기관찰도 음죽군수로 부임했다.
합병 후, 1910년 10월 경기도 음죽군수에 유임되었다. 재직 중이던 1911년 6월 장호원지방금융조합 설립위원을 지냈다. 1912년 3월 경기도 양성군수로 옮겼으며, 이해 8월 한국병합기념장을 받았다. 1914년 3월 경기도 안성군수로 부임해 1918년 6월까지 재직했다. 1913년 5월부터 1917년 7월까지 경기도 지방토지조사위원회 임시위원으로 활동했으며, 1915년 11월 다이쇼(大正)천황 즉위기념 대례기념장을 받았다.

## 참고자료
- 친일인명사전편찬위원회 (2009). 《친일인명사전》. 728쪽.